# Jan Henrik Stahlberg
Jan Henrik Stahlberg (Neuwied, 30 dicembre 1970) è un attore, sceneggiatore e regista tedesco.

## Biografia
Dopo la maturità presso la scuola superiore Otto-Kühne di Bad Godesberg ha studiato recitazione a Monaco di Baviera (presso la Zerboni) e a Bruxelles (Institut des Arts de Diffusion). Ha recitato in numerosissime produzioni cinematografiche e televisive sia in Germania che all'estero, riscuotendo i primi successi a teatro, sia ad Ingolstadt che alla Volksbühne di Berlino. Il grande pubblico ha scoperto Stahlberg con il film “Muxmäuschenstill” in cui egli interpreta il ruolo di Mux, pronto a tutto pur di rendere migliore il mondo in cui vive. Di “Muxmäuschenstill” Stahlberg è anche lo sceneggiatore.
L'interesse per l'Italia così come lo stupore e l'incredulità di fronte ad alcuni fenomeni italiani, hanno solleticato molto la fantasia di Stahlberg che, subito dopo la sua ultima permanenza italiana durante il natale di quattro anni fa, comincia a lavorare ad un progetto cinematografico che si annunciava sin dagli inizi delicato quanto a tema e stile.
Per questo progetto Stahlberg riesce a convincere e coinvolgere il produttore berlinese indipendente Martin Lehwald: nasce così il film satira Bye Bye Berlusconi! (di cui Stahlberg è attore, regista e sceneggiatore insieme a Lucia Chiarla), fino oggi il suo film più controverso perché, nonostante un buon successo internazionale, non è stato ancora distribuito in Italia.
Stahlberg vive a Berlino. 

## Filmografia
- 1997 – The dog of Flanders, USA (regia: Kevin Broudy)
- 1997 – Das Amt, TV-Serie (regie: Micha Terjung)
- 1998 – Les hommes et les femmes, TV, Francia (regia: Philippe de Broca)
- 1998 – Cric & Croc, Belgio (regia: Stéphane Tielemans)
- 1998 – Die Schule, (regia: Michael Rowitz)
- 1998/99 – City Express (regia: Norbert Skrovanek, u.a.)
- 2000 – Westen (regia: Markus Mischowski)
- 2001 – Hans Christian Andersen, TV, GB (regia: Peter Saville)
- 2001 – In Love and War, TV, USA (regia: John Kent Harrison)
- 2002 – Mehr als nur Sex, TV
- 2002 – Kleeblatt küßt Kaktus, TV
- 2002 – Ein starkes Team: Blutsbande, TV
- 2002 – Il consiglio d´Egitto, Italia (regia: Emidio Greco)
- 2003 – Körner und Köter: Vier Pfoten für ein Halleluja, TV-Episode (regia: Thomas Nennstiel)
- 2003 – A Man´s World, (regia: Dagmar Hirtz)
- 2003 – Single Shots, (regia: Oliver Schmitz)
- 2003 – Science Fiction, (regia: Franz Müller), protagonista
- 2003 – Mädchen, Mädchen II, (regia: Peter Gersina)
- 2003 – Das blutende Herz, (regia: Joseph Vilsmaier)
- 2004 – Bei gutem und bei schlechtem Wetter, (regia: Josh Bröcker)
- 2004 – Muxmäuschenstill, (Regie: Marcus Mittermeier), protagonista e sceneggiatore
- 2004 – Tatort: Herzversagen (regia: Thomas Freundner)
- 2005 – Hölle im Kopf, TV (regia: Johannes Grieser)
- 2005 – Mozartbrot (regia: Erek Kühn)
- 2005 – Stürmisch verliebt, TV (regia: Jens Broecker)
- 2005 – Plötzlich berühmt, TV (regia: Oliver Schmitz)
- 2005 – Tatort: Schneetreiben, TV (regia: Tobias Ineichen)
- 2005 – Kometen, (Regie: Til Endemann)
- 2005 – Vollgas – Gebremst wird später, TV (Regie: Lars Montag)
- 2006 – Bye Bye Berlusconi! (regia, attore e sceneggiatore con Lucia Chiarla)
- 2006 – Knallhart (regia: Detlev Buck)
- 2006 – FC Venus – Elf Paare müsst ihr sein (regia: Ute Wieland)
- 2007 - Kein Bund für's Leben (regia: Granz Henman)
- 2008 - Märzmelodie